# لیگ ملت‌های والیبال مردان ۲۰۲۳
لیگ ملت‌های والیبال مردان ۲۰۲۳، پنجمین دوره از لیگ ملت‌های والیبال مردان بود که یک رویداد سالانه در والیبال مردان است. مسابقات از ۶ ژوئن تا ۲۳ ژوئیه ۲۰۲۳ به طول انجامید و دور نهایی در ارگو آرنا، گدانسک، لهستان برگزار شد.
دراین دوره از رقابت‌ها استرالیا به دلیل سقوط به جام چلنجر والیبال مردان حضور نداشت و تیم ملی والیبال مردان کوبا (قهرمان جام چلنجر ۲۰۲۲) در این دوره به جای استرالیا حاضر بود.
تیم میزبان دور پایانی، لهستان، پس از شکست دادن آمریکا در چهار ست، اولین قهرمانی خود را در این رویداد به دست آورد. این سومین مدال نقره آمریکا بود. ژاپن در یک مسابقهٔ سخت ایتالیا را شکست داد و مدال برنز را از آن خود کرد. پاوو زاتورسکی از لهستان به‌عنوان باارزش‌ترین بازیکن مسابقات معرفی شد.
در این دوره از رقابت‌ها عملکرد ژاپن خیره‌کننده بود که با پیروزی در ۱۴ بازی و شکست دادن تیم‌های قدرتمندی مانند برزیل، فرانسه، آرژانتین و ایتالیا، توانست به مقام سوم رقابت‌ها دست پیدا کند. همچنین عملکرد ایران دور از انتظار بود که با شکست در ۱۰ بازی از ۱۲ بازی در (مرحله گروهی) با قرار گرفتن در رده چهاردهم به کار خود در این رقابت‌ها پایان داد.

## ویژگی‌های جدید
1. در این دوره از رقابت‌ها برای تمام مراحل از زمین جدید استفاده شد.
2. دیگر از خط نگهدارها استفاده نشد، و به‌جای آن از خط نگهدار الکترونیکی (فناوری چشم عقاب) استفاده شد، یعنی تیم‌ها در توپ‌های نزدیک دیگر نیازی نبود که برای چشم عقاب درخواست ویدیو چک کنند.

۳. دو تایم وقت استراحت فنی که قبلاً در امتیازات ۸ و ۱۶ برای تیم‌ها وجود داشت، برداشته شد. و تیم‌ها دو وقت استراحت را در هر ست (یکی قبل از امتیاز ۱۲ و دیگری رو بعد از امتیاز ۱۲) می‌توانستند درخواست کنند.

## ترکیب‌بندی دسته
| ژاپن اسلوونی فرانسه لهستان صربستان چین بلغارستان ایران |

| هلند ایالات متحده آمریکا لهستان ایران ایتالیا آلمان صربستان چین |

| فرانسه کوبا برزیل ژاپن اسلوونی بلغارستان آرژانتین کانادا |

| ایالات متحده آمریکا ایران آرژانتین بلغارستان فرانسه آلمان صربستان کوبا |

## مکان‌های برگزاری
| مکان ۱         | مکان۲                                 | مکان ۳                |
| اتاوا' کانادا  | ناگویا' ژاپن                          | روتردام' هلند         |
| TD Place Arena | nippon Gaishi Hall                    | rotterdam Ahoy        |
| گنجایش:۹۵۰۰    | گنجایش:۱۰۰۰۰                          | گنجایش:۱۶۴۲۵          |
| مکان۴          | مکان۵                                 | مکان۶                 |
| اورلئان'فرانسه | اناهیم هیلز، اناهیم، کالیفرنیا'آمریکا | فیلیپین               |
| COMET Arena    | Anahim convention center              | Sn Mall of Asia Arena |
| گنجایش:۱۰۰۰۰   | گنجایش:۷۵۰۰                           | گنجایش:۱۵۰۰۰          |
| -------------- | ------------------------------------- | --------------------- |

دور نهایی
| تمام بازی‌ها     |
| گدانسک ' لهستان |
| ارگو آرنا       |
| گنجایش:۲۵۰'۱۱   |
| --------------- |

## برنامه زمانی رقابت
| ● | دور مقدماتی | ● | دور نهایی |

| هفته ۱ ژوئن ۶–۱۲ | هفته ۲ ژوئن ۲۱–۲۶ | هفته ۳ ژوئیه ۵–۱۰ | هفته ۴ ژوئیه ۲۰–۲۴ |
| ---------------- | ----------------- | ----------------- | ------------------ |
| ۳۲ مسابقه        | ۳۲ مسابقه         | ۳۲ مسابقه         | ۸ مسابقه           |

## دور مقدماتی
جزئیات
|  | واجد شرایط برای دور نهایی                 |
|  | واجد شرایط برای دور نهایی به عنوان میزبان |
|  | سقوط کرده به جام چلنجر ۲۰۲۳               |

رده‌بندی
|      |                     | بازی | بازی | امتیاز | ست  | ست   | ست    | امتیاز | امتیاز | امتیاز |
| رتبه | تیم                 | برد  | باخت | امتیاز | برد | باخت | نسبت  | برد    | باخت   | نسبت   |
| ---- | ------------------- | ---- | ---- | ------ | --- | ---- | ----- | ------ | ------ | ------ |
| ۱    | ایالات متحده آمریکا | ۱۰   | ۲    | ۳۱     | ۳۳  | ۷    | ۴٫۷۱۴ | ۹۸۶    | ۸۷۱    | ۱٫۱۳۲  |
| ۲    | ژاپن                | ۱۰   | ۲    | ۲۷     | ۳۲  | ۱۶   | ۲٫۰۰۰ | ۱٬۱۰۹  | ۱٬۰۳۴  | ۱٫۰۷۳  |
| ۳    | لهستان              | ۱۰   | ۳    | ۲۷     | ۳۲  | ۲۰   | ۱٫۶۰۰ | ۱٬۱۰۸  | ۱٬۰۵۸  | ۱٫۰۴۷  |
| ۴    | ایتالیا             | ۹    | ۳    | ۲۵     | ۲۸  | ۱۵   | ۱٫۸۶۷ | ۱٬۰۱۶  | ۹۰۶    | ۱٫۱۲۱  |
| ۵    | آرژانتین            | ۹    | ۳    | ۲۵     | ۳۲  | ۱۹   | ۱٫۶۸۴ | ۱٬۱۸۴  | ۱٬۰۹۲  | ۱٫۰۸۴  |
| ۶    | برزیل               | ۸    | ۴    | ۲۵     | ۳۰  | ۱۸   | ۱٫۶۶۷ | ۱٬۰۳۳  | ۱٬۰۷۳  | ۰٫۹۶۳  |
| ۷    | اسلوونی             | ۸    | ۴    | ۲۴     | ۲۷  | ۱۸   | ۱٫۵۰۰ | ۹۹۷    | ۱٬۰۳۹  | ۰٫۹۶۰  |
| ۸    | فرانسه              | ۶    | ۶    | ۱۸     | ۲۲  | ۲۲   | ۱٫۰۰۰ | ۱٬۰۸۴  | ۱٬۰۰۷  | ۱٫۰۷۶  |
| ۹    | صربستان             | ۶    | ۶    | ۱۷     | ۲۲  | ۲۲   | ۱٫۰۰۰ | ۱٬۰۴۵  | ۱٬۰۵۶  | ۰٫۹۹۰  |
| ۱۰   | هلند                | ۵    | ۷    | ۱۸     | ۲۲  | ۲۲   | ۱٫۰۰۰ | ۱٬۰۵۴  | ۹۷۵    | ۱٫۰۸۱  |
| ۱۱   | آلمان               | ۳    | ۹    | ۱۰     | ۱۶  | ۲۸   | ۰٫۵۷۱ | ۱٬۰۳۶  | ۹۳۰    | ۱٫۱۱۴  |
| ۱۲   | کانادا              | ۳    | ۹    | ۷      | ۱۴  | ۳۲   | ۰٫۴۳۸ | ۹۸۳    | ۱٬۰۷۴  | ۰٫۹۱۵  |
| ۱۳   | کوبا                | ۳    | ۹    | ۱۰     | ۱۹  | ۳۳   | ۰٫۵۷۶ | ۱٬۰۲۳  | ۱٬۱۱۹  | ۰٫۹۱۴  |
| ۱۴   | ایران               | ۲    | ۱۰   | ۱۱     | ۱۶  | ۳۱   | ۰٫۵۱۶ | ۹۹۵    | ۱٬۰۷۳  | ۰٫۹۲۷  |
| ۱۵   | بلغارستان           | ۲    | ۱۰   | ۷      | ۱۱  | ۳۲   | ۰٫۳۴۴ | ۱٬۰۴۵  | ۹۹۶    | ۱٫۰۴۹  |
| ۱۶   | چین                 | ۲    | ۱۰   | ۶      | ۱۲  | ۳۳   | ۰٫۳۶۴ | ۱٬۰۸۴  | ۸۷۶    | ۱٫۲۳۷  |

### هفته ۱
مکان ۱ اتاوا، کانادا
| تاریخ  | ساعت  |                     | امتیاز |                     | ست ۱  | ست ۲  | ست ۳  | ست ۴  | ست ۵  | مجموع   | گزارش     |
| ------ | ----- | ------------------- | ------ | ------------------- | ----- | ----- | ----- | ----- | ----- | ------- | --------- |
| ۶ Jun  | ۱۶:۳۰ | ایتالیا             | ۰–۳    | آرژانتین            | ۲۲–۲۵ | ۲۳–۲۵ | ۱۸–۲۵ |       |       | ۶۳–۷۵   | P2 Report |
| ۶ Jun  | ۲۰:۰۰ | کانادا              | ۳–۲    | کوبا                | ۲۵–۲۱ | ۲۶–۲۸ | ۲۵–۲۱ | ۲۲–۲۵ | ۱۵–۱۳ | ۱۱۳–۱۰۸ | P2 Report |
| ۷ Jun  | ۱۶:۳۰ | ایالات متحده آمریکا | ۳–۰    | هلند                | ۲۵–۱۹ | ۲۵–۲۳ | ۲۵–۲۱ |       |       | ۷۵–۶۳   | P2 Report |
| ۷ Jun  | ۲۰:۰۰ | برزیل               | ۳–۱    | آلمان               | ۲۶–۲۴ | ۲۵–۱۶ | ۱۹–۲۵ | ۲۵–۱۵ |       | ۹۵–۸۰   | P2 Report |
| ۸ Jun  | ۱۱:۰۰ | هلند                | ۳–۰    | کوبا                | ۲۸–۲۶ | ۲۵–۲۳ | ۲۵–۱۸ |       |       | ۷۸–۶۷   | P2 Report |
| ۸ Jun  | ۱۶:۳۰ | ایتالیا             | ۰–۳    | ایالات متحده آمریکا | ۱۵–۲۵ | ۱۸–۲۵ | ۱۹–۲۵ |       |       | ۵۲–۷۵   | P2 Report |
| ۸ Jun  | ۲۰:۰۰ | آرژانتین            | ۲–۳    | برزیل               | ۲۵–۱۹ | ۱۹–۲۵ | ۲۵–۲۳ | ۲۳–۲۵ | ۱۳–۱۵ | ۱۰۵–۱۰۷ | P2 Report |
| ۹ Jun  | ۱۱:۰۰ | هلند                | ۳–۰    | آلمان               | ۲۵–۲۰ | ۳۳–۳۱ | ۲۵–۲۱ |       |       | ۸۳–۷۲   | P2 Report |
| ۹ Jun  | ۱۶:۳۰ | ایتالیا             | ۳–۱    | کوبا                | ۲۵–۲۰ | ۲۵–۱۹ | ۲۰–۲۵ | ۲۵–۱۸ |       | ۹۵–۸۲   | P2 Report |
| ۹ Jun  | ۲۰:۰۰ | کانادا              | ۱–۳    | آرژانتین            | ۲۱–۲۵ | ۲۵–۲۱ | ۲۱–۲۵ | ۱۶–۲۵ |       | ۸۳–۹۶   | P2 Report |
| ۱۰ Jun | ۱۳:۰۰ | آلمان               | ۱–۳    | ایتالیا             | ۲۳–۲۵ | ۱۸–۲۵ | ۲۷–۲۵ | ۱۹–۲۵ |       | ۸۷–۱۰۰  | P2 Report |
| ۱۰ Jun | ۱۶:۳۰ | برزیل               | ۲–۳    | کوبا                | ۱۶–۲۵ | ۲۵–۲۲ | ۲۹–۲۷ | ۲۲–۲۵ | ۱۸–۲۰ | ۱۱۰–۱۱۹ | P2 Report |
| ۱۰ Jun | ۲۰:۰۰ | کانادا              | ۰–۳    | ایالات متحده آمریکا | ۲۲–۲۵ | ۲۰–۲۵ | ۲۰–۲۵ |       |       | ۶۲–۷۵   | P2 Report |
| ۱۱ Jun | ۱۱:۰۰ | آرژانتین            | ۳–۲    | هلند                | ۳۴–۳۶ | ۲۵–۲۰ | ۲۵–۱۷ | ۲۰–۲۵ | ۱۵–۱۰ | ۱۱۹–۱۰۸ | P2 Report |
| ۱۱ Jun | ۱۴:۳۰ | ایالات متحده آمریکا | ۱–۳    | برزیل               | ۱۹–۲۵ | ۲۵–۲۱ | ۱۵–۲۵ | ۲۱–۲۵ |       | ۸۰–۹۶   | P2 Report |
| ۱۱ Jun | ۱۸:۰۰ | کانادا              | ۱–۳    | آلمان               | ۲۵–۲۰ | ۱۷–۲۵ | ۲۱–۲۵ | ۲۱–۲۵ |       | ۸۴–۹۵   | P2 Report |

مکان ۲ ناگویا، ژاپن
| تاریخ  | ساعت  |           | امتیاز |           | ست ۱  | ست ۲  | ست ۳  | ست ۴  | ست ۵  | مجموع   | گزارش     |
| ------ | ----- | --------- | ------ | --------- | ----- | ----- | ----- | ----- | ----- | ------- | --------- |
| ۶ Jun  | ۱۶:۱۰ | بلغارستان | ۲–۳    | چین       | ۲۰–۲۵ | ۲۵–۲۱ | ۲۱–۲۵ | ۲۵–۲۰ | ۹–۱۵  | ۱۰۰–۱۰۶ | P2 Report |
| ۶ Jun  | ۱۹:۴۰ | ژاپن      | ۳–۰    | ایران     | ۲۵–۱۶ | ۲۵–۲۲ | ۲۵–۱۹ |       |       | ۷۵–۵۷   | P2 Report |
| ۷ Jun  | ۱۵:۰۰ | اسلوونی   | ۳–۱    | صربستان   | ۳۱–۲۹ | ۱۹–۲۵ | ۲۵–۲۰ | ۲۵–۲۱ |       | ۱۰۰–۹۵  | P2 Report |
| ۷ Jun  | ۱۸:۰۰ | لهستان    | ۳–۱    | فرانسه    | ۲۵–۲۳ | ۱۸–۲۵ | ۳۵–۳۳ | ۲۵–۱۵ |       | ۱۰۳–۹۶  | P2 Report |
| ۸ Jun  | ۱۲:۰۰ | اسلوونی   | ۰–۳    | بلغارستان | ۲۴–۲۶ | ۲۳–۲۵ | ۱۷–۲۵ |       |       | ۶۴–۷۶   | P2 Report |
| ۸ Jun  | ۱۵:۰۰ | صربستان   | ۳–۰    | چین       | ۳۴–۳۲ | ۲۵–۱۶ | ۲۵–۲۰ |       |       | ۸۴–۶۸   | P2 Report |
| ۸ Jun  | ۱۸:۰۰ | لهستان    | ۳–۲    | ایران     | ۲۳–۲۵ | ۲۳–۲۵ | ۲۵–۲۱ | ۲۵–۱۵ | ۱۵–۱۳ | ۱۱۱–۹۹  | P2 Report |
| ۹ Jun  | ۱۳:۱۰ | چین       | ۱–۳    | فرانسه    | ۲۰–۲۵ | ۲۵–۲۳ | ۱۶–۲۵ | ۱۷–۲۵ |       | ۷۸–۹۸   | P2 Report |
| ۹ Jun  | ۱۶:۱۰ | لهستان    | ۳–۲    | بلغارستان | ۲۵–۲۷ | ۲۵–۱۹ | ۲۲–۲۵ | ۲۵–۲۲ | ۱۵–۱۱ | ۱۱۲–۱۰۴ | P2 Report |
| ۹ Jun  | ۱۹:۴۰ | ژاپن      | ۳–۱    | صربستان   | ۲۲–۲۵ | ۲۵–۲۱ | ۲۵–۲۳ | ۲۵–۲۰ |       | ۹۷–۸۹   | P2 Report |
| ۱۰ Jun | ۱۲:۴۰ | فرانسه    | ۱–۳    | اسلوونی   | ۲۳–۲۵ | ۱۸–۲۵ | ۲۵–۲۱ | ۲۲–۲۵ |       | ۸۸–۹۶   | P2 Report |
| ۱۰ Jun | ۱۵:۴۰ | ایران     | ۳–۱    | چین       | ۲۳–۲۵ | ۲۵–۱۵ | ۲۵–۲۰ | ۲۵–۱۴ |       | ۹۸–۷۴   | P2 Report |
| ۱۰ Jun | ۱۹:۱۰ | ژاپن      | ۳–۰    | بلغارستان | ۲۵–۲۲ | ۲۵–۲۱ | ۲۶–۲۴ |       |       | ۷۶–۶۷   | P2 Report |
| ۱۱ Jun | ۱۲:۴۰ | اسلوونی   | ۳–۰    | ایران     | ۲۵–۱۹ | ۲۵–۲۳ | ۲۵–۲۳ |       |       | ۷۵–۶۵   | P2 Report |
| ۱۱ Jun | ۱۵:۴۰ | صربستان   | ۳–۰    | لهستان    | ۲۵–۲۱ | ۲۵–۱۹ | ۲۵–۱۴ |       |       | ۷۵–۵۴   | P2 Report |
| ۱۱ Jun | ۱۹:۱۰ | ژاپن      | ۳–۱    | فرانسه    | ۲۵–۲۷ | ۲۵–۲۲ | ۲۵–۲۱ | ۲۵–۲۰ |       | ۱۰۰–۹۰  | P2 Report |

### هفته ۲
مکان ۳ روتردام، هلند
| تاریخ  | ساعت  |                     | امتیاز |                     | ست ۱  | ست ۲  | ست ۳  | ست ۴  | ست ۵  | مجموع   | گزارش     |
| ------ | ----- | ------------------- | ------ | ------------------- | ----- | ----- | ----- | ----- | ----- | ------- | --------- |
| ۲۰ Jun | ۱۳:۰۰ | ایران               | ۳–۰    | آلمان               | ۲۵–۲۳ | ۲۶–۲۴ | ۲۵–۱۶ |       |       | ۷۶–۶۳   | P2 Report |
| ۲۰ Jun | ۱۶:۳۰ | ایالات متحده آمریکا | ۳–۱    | صربستان             | ۲۲–۲۵ | ۲۵–۱۹ | ۲۵–۱۹ | ۲۵–۲۱ |       | ۹۷–۸۴   | P2 Report |
| ۲۰ Jun | ۲۰:۰۰ | هلند                | ۳–۰    | چین                 | ۲۵–۱۹ | ۲۵–۲۲ | ۲۵–۲۱ |       |       | ۷۵–۶۲   | P2 Report |
| ۲۱ Jun | ۱۳:۰۰ | ایران               | ۰–۳    | ایتالیا             | ۱۹–۲۵ | ۱۶–۲۵ | ۲۴–۲۶ |       |       | ۵۹–۷۶   | P2 Report |
| ۲۱ Jun | ۱۶:۳۰ | ایالات متحده آمریکا | ۳–۰    | چین                 | ۲۸–۲۶ | ۲۵–۲۲ | ۲۵–۱۸ |       |       | ۷۸–۶۶   | P2 Report |
| ۲۱ Jun | ۲۰:۰۰ | آلمان               | ۲–۳    | لهستان              | ۲۱–۲۵ | ۲۵–۲۲ | ۱۴–۲۵ | ۲۵–۱۷ | ۱۰–۱۵ | ۹۵–۱۰۴  | P2 Report |
| ۲۲ Jun | ۱۳:۰۰ | چین                 | ۰–۳    | ایتالیا             | ۱۳–۲۵ | ۱۹–۲۵ | ۲۴–۲۶ |       |       | ۵۶–۷۶   | P2 Report |
| ۲۲ Jun | ۱۶:۳۰ | صربستان             | ۳–۱    | آلمان               | ۲۵–۲۱ | ۲۰–۲۵ | ۲۵–۲۳ | ۲۵–۲۳ |       | ۹۵–۹۲   | P2 Report |
| ۲۲ Jun | ۲۰:۰۰ | هلند                | ۲–۳    | لهستان              | ۲۵–۲۲ | ۱۸–۲۵ | ۲۵–۱۸ | ۲۲–۲۵ | ۱۱–۱۵ | ۱۰۱–۱۰۵ | P2 Report |
| ۲۳ Jun | ۱۶:۳۰ | ایران               | ۰–۳    | ایالات متحده آمریکا | ۲۲–۲۵ | ۱۸–۲۵ | ۲۳–۲۵ |       |       | ۶۳–۷۵   | P2 Report |
| ۲۳ Jun | ۲۰:۰۰ | صربستان             | ۰–۳    | ایتالیا             | ۱۱–۲۵ | ۲۱–۲۵ | ۲۰–۲۵ |       |       | ۵۲–۷۵   | P2 Report |
| ۲۴ Jun | ۱۳:۰۰ | لهستان              | ۰–۳    | ایالات متحده آمریکا | ۲۲–۲۵ | ۱۸–۲۵ | ۱۹–۲۵ |       |       | ۵۹–۷۵   | P2 Report |
| ۲۴ Jun | ۱۷:۰۰ | هلند                | ۳–۲    | ایران               | ۱۶–۲۵ | ۲۵–۱۶ | ۲۱–۲۵ | ۲۵–۱۷ | ۱۵–۱۰ | ۱۰۲–۹۳  | P2 Report |
| ۲۴ Jun | ۲۰:۳۰ | چین                 | ۳–۱    | آلمان               | ۲۳–۲۵ | ۲۵–۱۸ | ۲۵–۱۹ | ۲۵–۲۱ |       | ۹۸–۸۳   | P2 Report |
| ۲۵ Jun | ۱۲:۳۰ | ایتالیا             | ۱–۳    | لهستان              | ۱۹–۲۵ | ۲۶–۲۸ | ۲۵–۱۸ | ۲۰–۲۵ |       | ۹۰–۹۶   | P2 Report |
| ۲۵ Jun | ۱۶:۰۰ | هلند                | ۲–۳    | صربستان             | ۲۵–۲۲ | ۲۱–۲۵ | ۲۵–۲۱ | ۳۳–۳۵ | ۹–۱۵  | ۱۱۳–۱۱۸ | P2 Report |

مکان ۴ اورلئان، فرانسه
| تاریخ  | ساعت  |           | امتیاز |           | ست ۱  | ست ۲  | ست ۳  | ست ۴  | ست ۵  | مجموع   | گزارش     |
| ------ | ----- | --------- | ------ | --------- | ----- | ----- | ----- | ----- | ----- | ------- | --------- |
| ۲۰ Jun | ۱۳:۰۰ | ژاپن      | ۳–۱    | کانادا    | ۲۵–۲۲ | ۲۵–۱۷ | ۲۴–۲۶ | ۲۵–۱۴ |       | ۹۹–۷۹   | P2 Report |
| ۲۰ Jun | ۱۷:۰۰ | آرژانتین  | ۱–۳    | اسلوونی   | ۲۵–۲۱ | ۲۱–۲۵ | ۲۱–۲۵ | ۲۱–۲۵ |       | ۸۸–۹۶   | P2 Report |
| ۲۰ Jun | ۲۰:۳۰ | برزیل     | ۳–۰    | بلغارستان | ۲۵–۲۲ | ۲۵–۱۷ | ۲۵–۱۵ |       |       | ۷۵–۵۴   | P2 Report |
| ۲۱ Jun | ۱۳:۰۰ | ژاپن      | ۳–۰    | کوبا      | ۲۵–۲۱ | ۲۵–۱۶ | ۲۵–۲۱ |       |       | ۷۵–۵۸   | P2 Report |
| ۲۱ Jun | ۱۷:۰۰ | اسلوونی   | ۳–۰    | کانادا    | ۲۵–۲۳ | ۲۵–۲۲ | ۲۵–۱۴ |       |       | ۷۵–۵۹   | P2 Report |
| ۲۱ Jun | ۲۰:۳۰ | آرژانتین  | ۳–۱    | فرانسه    | ۲۲–۲۵ | ۲۶–۲۴ | ۲۵–۲۱ | ۲۵–۲۰ |       | ۹۸–۹۰   | P2 Report |
| ۲۲ Jun | ۱۳:۰۰ | ژاپن      | ۳–۲    | برزیل     | ۲۵–۲۳ | ۲۵–۲۱ | ۱۸–۲۵ | ۲۲–۲۵ | ۱۸–۱۶ | ۱۰۸–۱۱۰ | P2 Report |
| ۲۲ Jun | ۱۷:۰۰ | کانادا    | ۳–۱    | بلغارستان | ۲۲–۲۵ | ۲۵–۲۳ | ۲۵–۲۲ | ۲۵–۲۰ |       | ۹۷–۹۰   | P2 Report |
| ۲۲ Jun | ۲۰:۳۰ | اسلوونی   | ۳–۱    | کوبا      | ۲۲–۲۵ | ۲۵–۱۵ | ۲۵–۱۶ | ۲۵–۱۹ |       | ۹۷–۷۵   | P2 Report |
| ۲۳ Jun | ۱۶:۳۰ | آرژانتین  | ۳–۰    | بلغارستان | ۲۵–۱۸ | ۲۵–۲۱ | ۲۵–۲۲ |       |       | ۷۵–۶۱   | P2 Report |
| ۲۳ Jun | ۲۰:۳۰ | فرانسه    | ۳–۰    | کوبا      | ۲۵–۱۸ | ۲۵–۲۰ | ۲۵–۲۰ |       |       | ۷۵–۵۸   | P2 Report |
| ۲۴ Jun | ۱۳:۰۰ | ژاپن      | ۳–۲    | آرژانتین  | ۲۵–۱۸ | ۲۵–۲۲ | ۳۱–۳۳ | ۲۲–۲۵ | ۱۵–۱۲ | ۱۱۸–۱۱۰ | P2 Report |
| ۲۴ Jun | ۱۷:۰۰ | برزیل     | ۳–۱    | اسلوونی   | ۲۳–۲۵ | ۲۵–۲۱ | ۲۶–۲۴ | ۲۵–۲۱ |       | ۹۹–۹۱   | P2 Report |
| ۲۴ Jun | ۲۰:۳۰ | کانادا    | ۰–۳    | فرانسه    | ۱۷–۲۵ | ۲۱–۲۵ | ۲۱–۲۵ |       |       | ۵۹–۷۵   | P2 Report |
| ۲۵ Jun | ۱۳:۰۰ | بلغارستان | ۲–۳    | کوبا      | ۲۵–۲۳ | ۱۹–۲۵ | ۲۰–۲۵ | ۲۵–۱۶ | ۱۶–۱۸ | ۱۰۵–۱۰۷ | P2 Report |
| ۲۵ Jun | ۱۷:۰۰ | برزیل     | ۳–۱    | فرانسه    | ۲۵–۲۰ | ۲۶–۲۴ | ۱۹–۲۵ | ۲۵–۲۳ |       | ۹۵–۹۲   | P2 Report |

### هفته ۳
مکان ۵ اناهیم هیلز، اناهیم، کالیفرنیا، آمریکا
| تاریخ | ساعت  |                     | امتیاز |           | ست ۱  | ست ۲  | ست ۳  | ست ۴  | ست ۵  | مجموع   | گزارش     |
| ----- | ----- | ------------------- | ------ | --------- | ----- | ----- | ----- | ----- | ----- | ------- | --------- |
| ۴ Jul | ۱۳:۰۰ | آرژانتین            | ۳–۱    | صربستان   | ۱۹–۲۵ | ۲۵–۱۶ | ۲۵–۱۹ | ۲۵–۱۸ |       | ۹۴–۷۸   | P2 Report |
| ۴ Jul | ۱۶:۳۰ | ایران               | ۰–۳    | فرانسه    | ۱۸–۲۵ | ۲۲–۲۵ | ۱۹–۲۵ |       |       | ۵۹–۷۵   | P2 Report |
| ۵ Jul | ۱۷:۰۰ | آلمان               | ۳–۰    | بلغارستان | ۲۵–۲۲ | ۲۵–۱۸ | ۲۵–۲۲ |       |       | ۷۵–۶۲   | P2 Report |
| ۵ Jul | ۲۰:۳۰ | ایالات متحده آمریکا | ۳–۰    | کوبا      | ۲۷–۲۵ | ۲۵–۱۷ | ۲۵–۱۵ |       |       | ۷۷–۵۷   | P2 Report |
| ۶ Jul | ۱۳:۳۰ | آرژانتین            | ۳–۰    | آلمان     | ۲۵–۲۳ | ۲۵–۱۸ | ۲۵–۱۷ |       |       | ۷۵–۵۸   | P2 Report |
| ۶ Jul | ۱۷:۰۰ | صربستان             | ۳–۲    | کوبا      | ۱۹–۲۵ | ۲۵–۲۳ | ۲۵–۲۱ | ۲۲–۲۵ | ۱۵–۱۱ | ۱۰۶–۱۰۵ | P2 Report |
| ۶ Jul | ۲۰:۳۰ | بلغارستان           | ۳–۲    | ایران     | ۲۱–۲۵ | ۲۵–۲۱ | ۲۲–۲۵ | ۲۵–۲۲ | ۱۵–۱۱ | ۱۰۸–۱۰۴ | P2 Report |
| ۷ Jul | ۱۳:۳۰ | صربستان             | ۱–۳    | فرانسه    | ۲۵–۲۰ | ۲۳–۲۵ | ۲۰–۲۵ | ۲۶–۲۸ |       | ۹۴–۹۸   | P2 Report |
| ۷ Jul | ۱۷:۰۰ | کوبا                | ۰–۳    | آلمان     | ۲۳–۲۵ | ۲۳–۲۵ | ۲۲–۲۵ |       |       | ۶۸–۷۵   | P2 Report |
| ۷ Jul | ۲۰:۳۰ | ایالات متحده آمریکا | ۲–۳    | آرژانتین  | ۱۸–۲۵ | ۲۵–۲۳ | ۲۵–۲۳ | ۴۱–۴۳ | ۱۲–۱۵ | ۱۲۱–۱۲۹ | P2 Report |
| ۸ Jul | ۱۳:۳۰ | بلغارستان           | ۰–۳    | صربستان   | ۱۹–۲۵ | ۲۲–۲۵ | ۲۲–۲۵ |       |       | ۶۳–۷۵   | P2 Report |
| ۸ Jul | ۱۷:۰۰ | آرژانتین            | ۳–۲    | ایران     | ۲۵–۱۹ | ۲۸–۳۰ | ۲۷–۲۹ | ۲۵–۲۰ | ۱۵–۱۱ | ۱۲۰–۱۰۹ | P2 Report |
| ۸ Jul | ۲۰:۳۰ | ایالات متحده آمریکا | ۳–۰    | فرانسه    | ۲۵–۲۳ | ۲۷–۲۵ | ۲۷–۲۵ |       |       | ۷۹–۷۳   | P2 Report |
| ۹ Jul | ۱۳:۳۰ | کوبا                | ۳–۲    | ایران     | ۲۵–۲۲ | ۲۶–۲۸ | ۲۵–۲۳ | ۲۸–۳۰ | ۱۵–۱۰ | ۱۱۹–۱۱۳ | P2 Report |
| ۹ Jul | ۱۷:۰۰ | فرانسه              | ۳–۱    | آلمان     | ۲۱–۲۵ | ۲۵–۲۰ | ۲۵–۲۲ | ۲۵–۲۱ |       | ۹۶–۸۸   | P2 Report |
| ۹ Jul | ۲۰:۳۰ | ایالات متحده آمریکا | ۳–۰    | بلغارستان | ۲۹–۲۷ | ۲۵–۱۹ | ۲۵–۲۱ |       |       | ۷۹–۶۷   | P2 Report |

مکان ۶ فیلیپین
| تاریخ | ساعت  |         | امتیاز |         | ست ۱  | ست ۲  | ست ۳  | ست ۴  | ست ۵  | مجموع   | گزارش     |
| ----- | ----- | ------- | ------ | ------- | ----- | ----- | ----- | ----- | ----- | ------- | --------- |
| ۴ Jul | ۱۵:۰۰ | برزیل   | ۱–۳    | ایتالیا | ۲۵–۲۳ | ۲۰–۲۵ | ۱۵–۲۵ | ۲۱–۲۵ |       | ۸۱–۹۸   | P2 Report |
| ۴ Jul | ۱۹:۰۰ | ژاپن    | ۳–۲    | چین     | ۲۴–۲۶ | ۲۵–۲۳ | ۲۱–۲۵ | ۲۵–۲۳ | ۱۵–۱۲ | ۱۱۰–۱۰۹ | P2 Report |
| ۵ Jul | ۱۵:۰۰ | کانادا  | ۱–۳    | هلند    | ۲۲–۲۵ | ۲۲–۲۵ | ۲۵–۱۷ | ۱۸–۲۵ |       | ۸۷–۹۲   | P2 Report |
| ۵ Jul | ۱۹:۰۰ | لهستان  | ۳–۲    | اسلوونی | ۲۹–۳۱ | ۲۱–۲۵ | ۲۵–۲۰ | ۲۵–۲۰ | ۱۵–۱۳ | ۱۱۵–۱۰۹ | P2 Report |
| ۶ Jul | ۱۱:۰۰ | برزیل   | ۳–۰    | هلند    | ۲۵–۲۱ | ۲۵–۱۵ | ۲۵–۲۰ |       |       | ۷۵–۵۶   | P2 Report |
| ۶ Jul | ۱۵:۰۰ | کانادا  | ۲–۳    | ایتالیا | ۱۴–۲۵ | ۲۵–۲۳ | ۲۰–۲۵ | ۲۵–۲۳ | ۹–۱۵  | ۹۳–۱۱۱  | P2 Report |
| ۶ Jul | ۱۹:۰۰ | چین     | ۱–۳    | اسلوونی | ۲۱–۲۵ | ۲۰–۲۵ | ۲۶–۲۴ | ۲۳–۲۵ |       | ۹۰–۹۹   | P2 Report |
| ۷ Jul | ۱۱:۰۰ | لهستان  | ۳–۱    | برزیل   | ۲۵–۲۳ | ۲۲–۲۵ | ۲۵–۲۱ | ۲۵–۲۱ |       | ۹۷–۹۰   | P2 Report |
| ۷ Jul | ۱۵:۰۰ | اسلوونی | ۰–۳    | ایتالیا | ۱۳–۲۵ | ۲۲–۲۵ | ۱۷–۲۵ |       |       | ۵۲–۷۵   | P2 Report |
| ۷ Jul | ۱۹:۰۰ | ژاپن    | ۳–۱    | هلند    | ۲۵–۱۹ | ۲۶–۲۴ | ۲۳–۲۵ | ۲۵–۱۷ |       | ۹۹–۸۵   | P2 Report |
| ۸ Jul | ۱۱:۰۰ | برزیل   | ۳–۰    | چین     | ۲۵–۱۹ | ۲۵–۱۷ | ۲۵–۱۷ |       |       | ۷۵–۵۳   | P2 Report |
| ۸ Jul | ۱۵:۰۰ | لهستان  | ۳–۰    | کانادا  | ۲۵–۲۱ | ۲۵–۲۳ | ۲۷–۲۵ |       |       | ۷۷–۶۹   | P2 Report |
| ۸ Jul | ۱۹:۰۰ | ژاپن    | ۱–۳    | ایتالیا | ۲۷–۲۹ | ۲۶–۲۸ | ۲۵–۲۳ | ۲۰–۲۵ |       | ۹۸–۱۰۵  | P2 Report |
| ۹ Jul | ۱۱:۰۰ | چین     | ۱–۳    | کانادا  | ۲۵–۲۳ | ۲۱–۲۵ | ۱۷–۲۵ | ۱۸–۲۵ |       | ۸۱–۹۸   | P2 Report |
| ۹ Jul | ۱۵:۰۰ | اسلوونی | ۳–۰    | هلند    | ۲۵–۲۰ | ۳۲–۳۰ | ۲۵–۲۲ |       |       | ۸۲–۷۲   | P2 Report |
| ۹ Jul | ۱۹:۰۰ | ژاپن    | ۰–۳    | لهستان  | ۱۷–۲۵ | ۱۹–۲۵ | ۱۸–۲۵ |       |       | ۵۴–۷۵   | P2 Report |

## دور نهایی
|  | یک‌چهارم‌نهایی‌ها      | یک‌چهارم‌نهایی‌ها |                     |   | نیمه‌نهایی‌ها    | نیمه‌نهایی‌ها    |  |  | نهایی | نهایی |
|  |                     |                |                     |   |                |                |  |  |       |       |
|  | ۱۹ ژوئیه            |                |                     |   |                |                |  |  |       |       |
|  |                     |                |                     |   |                |                |  |  |       |       |
|  | ایالات متحده آمریکا | ۳              |                     |   |                |                |  |  |       |       |
|  | ایالات متحده آمریکا | ۳              | ۲۲ ژوئیه            |   |                |                |  |  |       |       |
|  | فرانسه              | ۲              |                     |   |                |                |  |  |       |       |
|  | فرانسه              | ۲              | ایالات متحده آمریکا | ۳ |                |                |  |  |       |       |
|  | ۱۹ ژوئیه            |                | ایالات متحده آمریکا | ۳ |                |                |  |  |       |       |
|  |                     | ایتالیا        | ۰                   |   |                |                |  |  |       |       |
|  | ایتالیا             | ایتالیا        | ۰                   | ۳ |                |                |  |  |       |       |
|  | ایتالیا             |                | ۲۳ ژوئیه            | ۳ |                |                |  |  |       |       |
|  | آرژانتین            | ۰              |                     |   |                |                |  |  |       |       |
|  | آرژانتین            | ۰              | ایالات متحده آمریکا | ۱ |                |                |  |  |       |       |
|  | ۲۰ ژوئیه            |                | ایالات متحده آمریکا | ۱ |                |                |  |  |       |       |
|  |                     | لهستان         | ۳                   |   |                |                |  |  |       |       |
|  | ژاپن                | لهستان         | ۳                   | ۳ |                |                |  |  |       |       |
|  | ژاپن                | ۲۲ ژوئیه       |                     | ۳ |                |                |  |  |       |       |
|  | اسلوونی             | ۰              |                     |   |                |                |  |  |       |       |
|  | اسلوونی             | ۰              | ژاپن                | ۱ |                |                |  |  |       |       |
|  | ۲۰ ژوئیه            |                | ژاپن                | ۱ |                |                |  |  |       |       |
|  |                     | لهستان         | ۳                   |   | بازی مقام سومی | بازی مقام سومی |  |  |       |       |
|  | برزیل               | لهستان         | ۳                   | ۰ | بازی مقام سومی | بازی مقام سومی |  |  |       |       |
|  | برزیل               |                | ۲۳ ژوئیه            | ۰ |                |                |  |  |       |       |
|  | لهستان              | ۳              |                     |   |                |                |  |  |       |       |
|  | لهستان              | ۳              | ایتالیا             | ۲ |                |                |  |  |       |       |
|  |                     |                |                     |   |                |                |  |  |       |       |
|  | ژاپن                | ۳              |                     |   |                |                |  |  |       |       |
|  | ژاپن                | ۳              |                     |   |                |                |  |  |       |       |

### یک چهارم نهایی
| تاریخ    | زمان  | ورزشگاه |                     | امتیاز |          | ست ۱  | ست ۲  | ست ۳  | ست ۴  | ست ۵ | مجموع     | گزارش |
| -------- | ----- | ------- | ------------------- | ------ | -------- | ----- | ----- | ----- | ----- | ---- | --------- | ----- |
| ۱۹ ژوئیه | ۱۷:۰۰ | ERA     | ایالات متحده آمریکا | ۳–۲    | فرانسه   | ۲۵–۲۱ | ۲۵–۱۸ | ۱۷–۲۵ | ۲۴–۲۶ | ۱۵–۹ | P۲ Report |       |
| ۱۹ ژوئیه | ۲۰:۰۰ | ERA     | ایتالیا             | ۳–۰    | آرژانتین | ۲۵–۱۷ | ۲۵–۱۳ | ۲۵–۱۴ |       |      | P۲ Report |       |
| ۲۰ ژوئیه | ۱۷:۰۰ | ERA     | ژاپن                | ۳–۰    | اسلوونی  | ۲۶–۲۴ | ۲۵–۱۸ | ۲۵–۲۲ |       |      | P۲ Report |       |
| ۲۰ ژوئیه | ۲۰:۰۰ | ERA     | لهستان              | ۳–۰    | برزیل    | ۲۶–۲۴ | ۲۵–۲۱ | ۲۵–۲۰ |       |      | P۲ Report |       |

### نیمه نهایی
| تاریخ    | زمان  | ورزشگاه |                     | امتیاز |         | ست ۱  | ست ۲  | ست ۳  | ست ۴  | ست ۵ | مجموع     | گزارش |
| -------- | ----- | ------- | ------------------- | ------ | ------- | ----- | ----- | ----- | ----- | ---- | --------- | ----- |
| ۲۲ ژوئیه | ۱۷:۰۰ | ERA     | ژاپن                | ۱–۳    | لهستان  | ۲۵–۱۹ | ۲۶–۲۸ | ۱۷–۲۵ | ۲۱–۲۵ |      | P۲ Report |       |
| ۲۲ ژوئیه | ۲۰:۰۰ | ERA     | ایالات متحده آمریکا | ۳–۰    | ایتالیا | ۲۵–۱۹ | ۲۵–۱۸ | ۲۵–۱۹ |       |      | P۲ Report |       |

### رده‌بندی
| تاریخ    | زمان  | ورزشگاه |      | امتیاز |         | ست ۱  | ست ۲  | ست ۳  | ست ۴  | ست ۵ | مجموع     | گزارش |
| -------- | ----- | ------- | ---- | ------ | ------- | ----- | ----- | ----- | ----- | ---- | --------- | ----- |
| ۲۳ ژوئیه | ۱۷:۰۰ | ERA     | ژاپن | ۳–۲    | ایتالیا | ۲۵–۱۸ | ۲۵–۲۳ | ۱۷–۲۵ | ۱۷–۲۵ | ۱۵–۹ | P۲ Report |       |

### فینال
| تاریخ    | زمان  | ورزشگاه |        | امتیاز |                     | ست ۱  | ست ۲  | ست ۳  | ست ۴  | ست ۵ | مجموع     | گزارش |
| -------- | ----- | ------- | ------ | ------ | ------------------- | ----- | ----- | ----- | ----- | ---- | --------- | ----- |
| ۲۳ زوئیه | ۲۰:۰۰ | ERA     | لهستان | ۳–۱    | ایالات متحده آمریکا | ۲۵–۲۳ | ۲۴–۲۶ | ۲۵–۱۸ | ۲۵–۱۸ |      | P۲ Report |       |

## رده‌بندی پایانی
| رتبه | تیم                 |
| ---- | ------------------- |
| 1    | لهستان              |
| 2    | ایالات متحده آمریکا |
| 3    | ژاپن                |
| ۴    | ایتالیا             |
| ۵    | آرژانتین            |
| ۶    | برزیل               |
| ۷    | اسلوونی             |
| ۸    | فرانسه              |
| ۹    | صربستان             |
| ۱۰   | هلند                |
| ۱۱   | آلمان               |
| ۱۲   | کانادا              |
| ۱۳   | کوبا                |
| ۱۴   | ایران               |
| ۱۵   | بلغارستان           |
| ۱۶   | چین                 |

| قهرمان لیگ ملت‌های والیبال مردان ۲۰۲۳ |
| ------------------------------------ |
| · لهستان · اولین عنوان               |

| ترکیب بازیکنان |
| جاکوپ پاپیوزاک، لوکاس کاچمارک، بارتوش کورک (ک)،ویلفردو لئون، بارتوش بدنورش، الکساندر شیوکا، گژگوش لوماش، یاکوب کوخانوفسکی، کامیل سمنیوک، پاوو زاتورسکی، مارسین یانوش، ماتئوش بینیک،توماش فورنال، نوربرت هابر |
| سرمربی |
| نیکولا گربیچ |

## حاشیه‌ها
پس از اعلام برنامه میزبانی و بازی‌ها، رئیس فدراسیون والیبال ایران در نامه‌ای به فدراسیون بین‌المللی والیبال، نگرانی خود را در خصوص حضور ایران در بازی‌های هفته سوم در خاک آمریکا اعلام کرد. او در این نامه اعلام کرد که پنج بازیکن تیم ملی ایران برای صدور ویزا نیاز به بررسی بیشتر و مدارک تکمیلی دارند. مقامات ایرانی همچنین اعلام کردند ایران می‌تواند میزبان آمریکا باشد، وگرنه ممکن است با اعزام نکردن کسی به آمریکا، این هفته رویداد را تحریم کنند.
پاسپورت ملی‌پوشان ایران برای صدور ویزا به سفارت آمریکا در آنکارا، ترکیه ارسال شد. پس از بررسی های لازم، ویزا برای ۱۲ بازیکن صادر شد، درحالی‌که فقط چهار روز تا شروع هفته سوم رویداد باقی مانده بود. با این حال به پنج بازیکن از جمله امین اسماعیل‌نژاد ویزا داده نشد. این اتفاق برای بهروز عطایی سرمربی تیم ملی ایران نیز رخ داد که مستندات ناقصی ارائه کرده بود. پس از هفته دوم در روتردام هلند، پنج بازیکن مردود مجبور شدند به تهران بازگردند.
پس از شکست مذاکرات با مقامات آمریکایی، کمیته اجرایی فدراسیون بین‌المللی به‌طور ویژه به مسئله ویزای تیم ایران پرداخت و تصمیمی بی‌سابقه گرفت؛ اگر دولت آمریکا برای اعضای اصلی تیم ایران ویزا صادر نکند، امتیاز ایران و حریفانش در هفته سوم بازی‌ها در رده‌بندی جهانی به حساب نمی‌آید، اما نتیجه این بازی‌ها منحصراً برای این رویداد محاسبه می‌شود.